# Lajos Szendrődi
Lajos Szendrődi Szoják (15. juli 1912 - 1. april 1969 ) var en ungarsk fodboldtræner, der bl.a. trænede Køge og Danmarks fodboldlandshold (en enkelt kamp i 1956). Han var træner for Køge, der i 1954 som den første fodboldklub udenfor København vandt det danske mesterskab i fodbold.

## Spillerkarriere
Lajos Szendrődi spillede i syv år i den i den bedste række i Ungarn for Budapest-klubben Elektromos TE. Han fik sit gennembrud i sæsonen 1937-38, hvor han debuterede for det ungarske landshold i januar 1938 i en venskabskamp på udebane mod Luxembourg. Ungarn vandt 6-0, og Lajos Szendrődi scorede tre af målene. Han fik kun en enkelt landskamp mere , også i januar 1938, mod Portugal, men kom ikke med det ungarske landshold til VM-slutrunden i 1938.

Lajos Szendrődi sluttede sin karriere som spiller i 1945 for storklubben MTK Budapest FC.

## Trænerkarriere
Efter at have været træner i Luxembourg og på Cypern, kom Lajos Szendrődi i 1953 til Danmark og blev træner for Køge BK. Allerede i sin første sæson gjorde han Køge til dansk mester. Det var første gange en fodboldklub udenfor København vandt det danske mesterskab i fodbold.
I 1956 blev Lajos Szendrődi træner for Esbjerg fB, som han førte til finalen i Landspokalturneringen i 1957, hvor holdet tabte 0-2 til AGF. Samme sæson var han i en enkelt kamp træner for det danske fodboldlandshold, som d. 21. oktober 1956, spillede 1-1 i Stockholm mod Sverige.
Lajos Szendrődi flyttede herefter til Sverige og storklubben Djurgårdens IF, hvor han var træner indtil 1959, det år Djurgårdens blev svensk mester. Szendrödi havde dog forladt klubben midtvejs i sæsonen, og blev i 1960 træner for en anden Stockholm-klub, AIK.